# Tom és Jerry-show
A Tom és Jerry-show (eredeti cím: The Tom and Jerry Show) amerikai televíziós flash animációs sorozat, amelyet a Warner Bros. Animation készített. Kanadában 2014. március 1-én tűzték műsorra először, majd 2014. április 9-én Amerikában is elkezdték vetíteni.

## Cselekmény
A sorozat alaptörténete a klasszikus Tom és Jerry-történetekhez hasonló: Tom, a macska változatos módszerekkel el akarja kapni Jerry-t, az egeret, de ez nem sikerül Jerry meglepő ravaszsága miatt. Itt azonban változik a hely és a szereplők is: Tom és Jerry otthona időnként egy házaspár kis háza, másszor két boszorkánynővér viskója, időnként a bogaras tudós, Dr. Bigby laboratóriuma, valamikor egy angol kastély vagy épp egy németországi falucska. Emellett gyakran egy speciális detektívügynökség tagjai, ahol a legkülönfélébb dolgokat kell kinyomozniuk. Bárhol is legyenek azonban, ottjártukat káosz és vihar jelzi.

## Szereplők
| Szereplő                                   | Eredeti hang | Magyar hang                                                                                                |
| ------------------------------------------ | --- | --- |
| Tom                                        | William Hanna (archív felvétel) Rich Danhakl | Tasnádi Bence (ritkán; beszélő szerepben)                                                                  |
| Tom                                        | A szürkés bundájú kandúrmacska, akinek Jerryre fáj a foga, de képtelen elfogyasztani az egér ravaszsága miatt. Gyakran rivalizál Butch-al, hol Toodlesért, hol a macskák közti jobb hírnévért. Rendszeresen meggyűlik a baja gazdáival és más állatokkal – ha városi otthonában van, Spike buldog és Rick, a szarkasztikus gazdája próbálják úton-módon megfenyíteni, a boszorkányviskóban az újonnan befogott mágikus teremtmények tekintik áldozatuknak, Dr. Bigby laboratóriumában a csúcstechnológiás takarítórobot véli őt felesleges szőrcsomónak, míg egy nemesi család inasaként a bajkeverő és nála is falánkabb Jerry-től kell megmenteni az aktuális vendégséget és vendégeket. Közös magánnyomozó-irodájukban hol ő aratja le a babérokat Jerry helyett egy sikeres nyomozás után, hol Jerry őhelyette. | |
| Jerry                                      | William Hanna (archív felvétel) Rich Danhakl | Harcsik Róbert (ritkán; beszélő szerepben)                                                                 |
| Jerry                                      | A barna bundájú hím egér. Bár Tom rendszeresen üldözi, nem fél tőle, sőt, gyakran kárt okoz a macskának. Szorult helyzetben kénytelen együttműködni vele, bár ilyenkor általában Jerry oldja meg a gondokat és általában a gondok végén is ő nyer. Ginger fél tőle, míg Ricket egyszerűen idegesíti a jelenléte. A boszorkányviskó betolakodó lakójaként gyakorta barátkozik össze a varázslényekkel, akik Tommal ellenségeskednek, Dr. Bigby állataként Napoleon patkány és az intelligens Hörcsög jó barátja, míg a családi kastély nemkívánatos vendégeként gyakran megnehezíti a türelmetlen főnöke miatt amúgy is ideges Tom munkáját. Közös magánnyomozó-irodájukban hol ő aratja le a babérokat Tom helyett egy sikeres nyomozás után, hol Tom őhelyette.                                                    | |
| Spike                                      | Rick Zieff | Borbiczki Ferenc                                                                                           |
| Spike                                      | A kemény, könnyen felbosszantható kan buldog, Rick és Ginger házőrzője. Gyakran együttműködik Jerryvel. Tom sokszor bajba keveri őt vagy a fiát, emiatt gyakran megveri a macskát. Különösen Rickhez áll közel, aki szerint Tom csak a helyet foglalja, s nincs semmi haszna. | |
| Tyke                                       | néma szerep | (saját hangján)                                                                                            |
| Tyke                                       | Spike fia, apró kan buldogkölyök. Sokszor játszik Jerryvel, de sokszor bajba is keveri az egeret. Az ő védelme a legfontosabb Spike életében, bár néha túlzottan is védi a buldogkölyköt. | |
| Butch (1-4. évad) Mufurc (5. évad) (Butch) | Joey D’Auria | Csuja Imre (1-4. évad) Papucsek Vilmos (4. évad 12. rész) Gáspár András (5. évad)                          |
| Butch (1-4. évad) Mufurc (5. évad) (Butch) | Magas fekete kandúrmacska, Tom riválisa. Neki nincsen gazdája, az utcai macskák bandájához tartozik, amelynek ő az egyik meghatározó tagja. Általában a kukából szerez ételt magának. Gyakran féltékeny Tomra az otthona miatt. A szürke macskához hasonlóan ő is meg akarja szerezni Toodlest. Ellenségeit és riválisait gyakorta piszkos módszerekkel akarja félreállítani, ami miatt általában meggyűlik a baja Tom és Jerry magánnyomozó duójával. | |
| Toodles Galore                             | Alicyn Packard | Kiss Erika                                                                                                 |
| Toodles Galore                             | A szép arcú lánymacska. Butch és Tom rajong érte, s egyaránt meg akarják szerezni Toodlest, ami miatt gyakran összevesznek. Ha egeret lát, megszállottan el akarja kapni, bár erről a többi macska nem igazán tud. Változó színű masnit visel a fején. | |
| Tuffy                                      | Kath Soucie | Straub Norbert (1. évad) Pál Dániel Máté (2-5. évad)                                                       |
| Tuffy                                      | Jerry unokaöccse, szürke bundájú hím egér. Szeretne megfelelni nagybátyjának, Spike és Tyke jó barátja. Szeret tanulni, de még jobban szeret sokat habzsolni. Fehér pelenkát hord magán. Jóval beszédesebb Jerrynél, aki egy árva szót sem szól, legfeljebb visítozik. | |
| Hápog (Quacker)                            | Sam Kwasman | Szalay Csongor (1. évad) Pálmai Szabolcs (2. évad) Joó Gábor (3. évad)                                     |
| Hápog (Quacker)                            | Gácsér kiskacsa, Jerry és a buldogok jó barátja. Tomnak gyakran fáj rá foga, Quacker azonban – tudtán kívül – bajba sodorja a macskát. Kórosan alvajárós, ezalatt Jerry-nek kell megvédenie őt. Nem igazán fél Tomtól, egér barátjához hasonlóan. | |
| Rick                                       | Jason Alexander (1. évad) Stephen Stanton (2. évadtól) | Láng Balázs (1. évad-2. évad 1. fele) Imre István (2-4.évad első feléig) Petridisz Hrisztosz (4x09-5.évad) |
| Rick                                       | Halványkék inges, erősen elhízott férfi, Tom, Spike és Tyke gazdája. Inkább Spike-kal szimpatizál, Tomot nem szíveli, mivel a macska gyakran keresztbe tesz neki. Emiatt néha összekülönbözik Gingerrel, aki inkább Tomot pártolja, mint a buldogokat. | |
| Ginger                                     | Grey DeLisle | Orosz Anna                                                                                                 |
| Ginger                                     | Rick felesége, fehér blúzos nő. A három állat közül Tomhoz ragaszkodik leginkább, bár a macska, a nő tudtán kívül, gyakran kihasználja őt. Jól ért a sütéshez és a főzéshez. Nem örül, ha Rick legorombítja Tomot. | |
| Beatie                                     | Cree Summer | Mezei Kitty                                                                                                |
| Beatie                                     | Tom egyik boszorkány gazdája, Hildie nővére. Fiatal varázslónő, aki gyakran ad feladatot Tomnak. Jól ért mesterségéhez, a boszorkánykodáshoz. Ha valami gond van, Hildie-vel közösen oldja meg. | |
| Hildie                                     | Kari Wahlgern | Szabó Zselyke                                                                                              |
| Hildie                                     | Tom másik boszorkány gazdája, Beatie húga. Fiatal varázslónő, aki gyakran ad feladatot Tomnak. Jól ért mesterségéhez, a boszorkánykodáshoz. Ha valami gond van, Beatie-vel közösen oldja meg. | |
| Gőte (Newt)                                | Rene Mujica | Szabó Máté                                                                                                 |
| Gőte (Newt)                                | Beatie és Hildie boszorkányviskójában él, egy apró ketrecben. A jobb szemét fekete szemkötővel rejti el. Tom és Jerry barátja. Ha Tom és Jerry valami káoszt okoz a kunyhóban, a gőte gyakran tanácsot ad nekik. | |
| Dr. Bigby                                  | Tom Kenny | Varga T. József Forgács Gábor                                                                              |
| Dr. Bigby                                  | Bogaras tudós és feltaláló. Több háziállata van, köztük Jerry és Napoleon is. A laboratóriumi rend megtartásához van egy apró robotja, mely gyakran szőrcsomónak véli Tom-ot. Laboratóriuma tele van különös eszközökkel. | |
| Napoleon                                   | Simon Helberg | ? |
| Napoleon                                   | Dr. Bigby egyik házi kedvence, egy szürke bundás hím patkány. Jerry és a hörcsög jó barátja. Nagyon szeret enni. A rendrobottal is jóban van, bár az néha összekülönbözik vele. Tom nem igazán kedveli őt. | |
| Hörcsög (Hamster)                          | Tom Kenny | ? |
| Hörcsög (Hamster)                          | Dr. Bigby egyik házi kedvence, egy barna bundás hím hörcsög. Jerry és Napoleon jó barátja. Ritkán szólal meg, többnyire könyveket olvas. Tom nem igazán kedveli őt. | |
| Winston                                    | Matt Taylor | Bácskai János                                                                                              |
| Winston                                    | Toodles, Jerry és Tuffy barátja, nagy termetű, frizurás macska. Nem ellenségeskedik az egerekkel. Kissé együgyű, ezt kihasználva Tom és Butch megpróbálják tönkretenni Toodles előtt. | |
| Fasírtfej (Meathead)                       | Dave B. Mitchell (1. évad) Rick Zieff (2. évadtól) | Galbenisz Tomasz Élő Balázs                                                                                |
| Fasírtfej (Meathead)                       | Együgyű, bár kitartó macska, az utcai macskák bandájának tagja, jellemzően Butch jobbkeze. Tommal nem ellenségeskedik, akkor sem, ha elviekben ugyanaz a cél hajtja őket, például ugyanazon egerek levadászása. | |
| Pecos                                      | Stephen Stanton | Csuha Lajos                                                                                                |
| Pecos                                      | Jerry nagybátyja, egy híres gitárművész, aki terjedelmes cowboy-kalappal rejti el az arcát, ősz bajsza kivételével. Tom gyűlöli őt, mivel valahányszor elszakítja a gitárhúrt az ügyetlensége miatt, macskabajusszal igyekszik pótolni azt, és ehhez mindig Tom egy bajuszszálát tulajdonítja el – és állítson neki bármilyen életveszélyes csapdát, Pecos mindig megszerzi, amit akar. | |
| Cates                                      | Jeremy Crutchley David Shaughnessy | Papucsek Vilmos                                                                                            |
| Cates                                      | Egy Downton Abbeyt idéző családi kastély főkomornyikja, aki igen magas elvárásokat támaszt az egyszerű komornyik, Tom felé. Legfőképp, hogy semmit ne tegyen tönkre, és akadályozza meg, hogy bármi probléma adódjon a főúri vendégségeken. | |
| Dave                                       | Daniel Ross | Turi Bálint                                                                                                |
| Dave                                       | | |
| Duchess                                    | | Simonyi Réka                                                                                               |
| Duchess                                    | | |

További magyar hangok: Bognár Tamás, Grúber Zita, Horváth Vilmos Zoltán, Károlyi Lili, Kassai Károly, Kelemen Kata, Király Adrián, Koffler Gizi, Kossuth Gábor, Pálfai Péter, Várkonyi András
- Felolvasó: Bozai József (1-4. évad), Korbuly Péter (5. évad)
- Magyar szöveg: Szojka László
- Szinkronrendező: Horváth Vilmos Zoltán

A szinkront a Turner megbízásából a Digital Media Services készítette.